# Wolfgang Dummer
Wolfgang Dummer (* 20. Juli 1947) war Fußballspieler in der DDR. In deren höchster Fußballklasse, der DDR-Oberliga, spielte er für den FC Rot-Weiß Erfurt.
Dummer begann mit zehn Jahren in der Kindermannschaft der Betriebssportgemeinschaft (BSG) Lok/Motor Weimar, für die er zuletzt in der zweitklassigen DDR-Liga spielte. Im Sommer 1968 wechselte er zum 1. FC Magdeburg, mit dessen 1. Mannschaft er zwischen dem 13. Juli und 3. August 1968 Spiele im Intertoto-Cup bestritt. Anschließend wurde er in der 2. Mannschaft des FCM eingesetzt, die in der drittklassigen Bezirksliga spielte. Im November 1968 wurde Dummer zum Militärdienst eingezogen und spielte während der anderthalbjährigen Wehrpflicht mit der Armeesportgemeinschaft Vorwärts Leipzig in der DDR-Liga. Nach seiner Entlassung kehrte er im Mai 1970 zu Motor Weimar zurück.
Zum Jahresbeginn 1971 delegierte Motor Weimar Dummer zum regionalen Fußballschwerpunkt, dem Oberligisten FC Rot-Weiß Erfurt. Dort wurde er vom Beginn der Oberliga-Rückrunde als Stürmer eingesetzt. In seinem ersten Oberligaspiel FC Rot-Weiß – Union Berlin (2:0) am 13. März 1971 wurde er als Innenstürmer aufgeboten. In diesem und drei weiteren Punktspielen wurde er über die vollen 90 Minuten eingesetzt, in weiteren acht Begegnungen war er lediglich Wechselspieler. Nach der Saison 1970/71 musste Rot-Weiß in die DDR-Liga absteigen. In der Zweitklassigkeit konnte sich Dummer mit 27 Punktspieleinsätzen und 16 Torerfolgen nachdrücklich in der 1. Mannschaft der Erfurter behaupten und trug maßgeblich zum sofortigen Wiederaufstieg bei. In seiner zweiten Oberligasaison fiel er jedoch wieder in den Ersatzspielerstatus zurück, wurde zwar in 17 von 26 ausgetragenen Punktspielen eingesetzt, doch absolvierte er nur eine Partie über die volle Spielzeit. Nach insgesamt 56 Punktspieleinsätzen, davon 29 in der Oberliga, wurde Dummer nach Abschluss der Saison 1972/73 wieder zu Motor Weimar zurückdelegiert.
Mit Motor Weimar spielte Dummer von 1973 bis 1980 weitere sieben Spielzeiten in der DDR-Liga. 1978, 1979 und 1980 war er jeweils bester Torschütze der Weimarer. Am Ende der Saison 1979/80 beendete er 33-jährig den Leistungssport. Für ein Jahr spielte er danach bei der drittklassigen BSG OT Apolda, 1981 schloss er sich der fünftklassigen BSG Einheit in Bad Berka an. Dort war er zunächst Spieler, dann Spielertrainer und schließlich nur noch Trainer. Auch in späteren Jahren war Dummer noch als Trainer tätig, zuletzt von 2002 bis 2007 beim SV Empor Buttstädt in der siebtklassigen Landesklasse.